# Herb powiatu polkowickiego
Herb powiatu polkowickiego – jeden z symboli powiatu polkowickiego, ustanowiony 16 czerwca 2003.

## Wygląd i symbolika
Herb przedstawia na tarczy dzielonej w słup w polu prawym złotym połuorła czarnego ze srebrną sierpową przepaską poprzez skrzydło i pierś, na którym zawieszony jest połukrzyż srebrny, równoramienny, a w polu lewym czerwonym wizerunek Madonny Grodowieckiej w lewo, w wieńcu sześciu gwiazd sześciopromiennych, srebrnych (symbolizujących liczbę gmin wchodzących w skład powiatu).